# 太田村 (埼玉県大里郡)
太田村（おおたむら）は埼玉県の北部、大里郡に属していた村。

## 地理
- 河川：福川

## 歴史
- 1889年（明治22年）4月1日 - 町村制施行により、飯塚村、道ヶ谷戸村、永井太田村、八木田村、原井村、市ノ坪村、上江袋村が合併し幡羅郡太田村が成立する。
- 1896年（明治29年）4月1日 - 幡羅郡が大里郡、榛沢郡、男衾郡と統合し大里郡となる。
- 1955年（昭和30年）1月1日 - 妻沼町、長井村、秦村、男沼村と合併し妻沼町となる。